# Ma Wenge
Ma Wenge (chinesisch 馬 文革 / 马 文革; * 27. März 1968 in Tianjin) ist ein ehemaliger chinesischer Tischtennisspieler, der in den 1980er und 1990er Jahren zu den besten der Welt gehörte. Sein Spezialschlag ist der harte Vorhandtopspin aus allen Lagen. Er ist außerdem bekannt für seine exzellente Beinarbeit. Sein Vorname Wenge, entspricht der im Chinesischen geläufigen Kurzform für Wenhua Da Geming, und bedeutet Kulturrevolution. 

## Bisherige Vereine
Nachdem Ma aus China nach Europa gekommen war, schloss er sich 1993 dem TTC Jülich an, welcher damals fast mit der kompletten chinesischen Nationalmannschaft antrat. Nach 2 Jahren wechselte er nach Belgien zum Renommierklub Royal Charleroi. 1996 wechselte er nach Deutschland zum TTF Liebherr Ochsenhausen. Er spielte dort erfolgreich und avancierte zum besten Spieler des 1. Paarkreuzes in der 1. Bundesliga; ein Jahr später kehrte er zu Royal Charleroi zurück, ab 1997 war er wieder beim TTF Ochsenhausen. 2000 wechselte er zum TTC Zugbrücke Grenzau in den Westerwald.
Auch dort konnte er überzeugen und spielte konstant Topleistungen. Vor der Saison 2004/05 wechselte Ma Wenge, 36-jährig, ins Neuffener Täle zum TTC Frickenhausen. Dort sollte er zum absoluten Publikumsliebling avancieren und in den Folgejahren mehrmals die beste Bilanz der Liga spielen und den TTC zu den Meistertiteln 2006 und 2007 führen. 2008 verließ er den Verein Richtung Italien zum Klub Circoli Milano. 2009 kehrte er nach Deutschland zum TTC Rhön-Sprudel Fulda-Maberzell zurück.

## Größte Erfolge
- 1989 konnte Ma Wenge seinen 1. von zwei Weltcup-Titeln (2. 1991) gewinnen.
- 1989 gewann er mit China Silber im Team bei der WM in Dortmund sowie Bronze im Herren-Einzel.
- 1991 wurde er WM-Dritter und scheiterte an Jan-Ove Waldner.
- 1992 wurde er Olympiadritter und scheiterte im Halbfinale an Jean-Philippe Gatien.
- 1993 wurde er mit China WM-2. bei der WM in Göteborg und gewann Silber im Herren-Doppel.
- 1995 gewann er WM-Gold mit der Mannschaft bei der WM in seiner Heimatstadt Tianjin.
- 1997 wurde er zum zweiten Mal Weltmeister mit der chinesischen Nationalmannschaft bei der WM in Manchester.
- Außerdem wurde er 8-mal chinesischer Meister.

## Weitere Erfolge
- 1989 Japan Open: 1. Platz
- 1990 World Allstars Circuit in Athen/GRE: 2. Platz
- 1990 World Allstars Circuit in Lagos/NGR: 2. Platz
- 1991 World Allstars Circuit in Kyoto/JPN: 1. Platz
- 1991 World Allstars Circuit in Shirone/JPN: 1. Platz
- 1991 World Allstars Circuit in Hong Kong/HKG: 1. Platz
- 1991 World Allstars Circuit in Barcelona/ESP: 2. Platz
- 1992 World Allstars Circuit in Tadotsu/JPN: 2. Platz
- 1992 World Allstars Circuit in Kashiwazaki/JPN: 2. Platz
- 1992 China Open in Chengdu/CHN: 1. Platz
- 1992 Japan Open: 1. Platz Doppel
- 1993 World Allstars Circuit in Seiro/JPN: 1. Platz
- 1993 World Allstars Circuit in Kuala Lumpur/MAS: 1. Platz
- 1993 China Open in Hangzhou/CHN: 2. Platz
- 1994 World Allstars Circuit in Seoul/KOR: 1. Platz
- 1994 World Allstars Circuit in Tokyo/JPN: 1. Platz
- 1994 World Allstars Circuit in Himeji/JPN: 2. Platz
- 1994 German Cup in Trier/GER: 1. Platz
- 1994 World Allstars Circuit in Beijing/CHN: 2. Platz
- 1994 World Allstars Circuit in Kuala Lumpur/MAS: 1. Platz
- 1994 World Allstars Circuit in Hong Kong/HKG: 1. Platz
- 1994 World Allstars Circuit in Taiwan/TPE: 2. Platz
- 1995 Austrian Open in Linz/AUT: 2. Platz
- 1995 French Open in Villerbaune/FRA: 1. Platz
- 1998 German Cup in Trier/GER: 1. Platz
- 2004 UMMC Ural Open in Rußland: 2. Platz

## Nationalmannschaftskarriere
Ma Wenge war von 1988 bis 1997 Mitglied der chinesischen Nationalmannschaft.
In dieser Zeit war er sehr erfolgreich und ist bis heute einer der Spieler, die am meisten für ein Land an einer Weltmeisterschaft teilgenommen haben.

## Spielsystem
Ma Wenge verfügt über ein sehr dynamisches Topspinspiel aus der Halbdistanz – gleichermaßen mit Vor- und Rückhandtopspins – sowie über einen guten Rückhand-Block. Er war einer der ersten Weltklasse-Chinesen, die mit der Shakehandhaltung sehr erfolgreich waren. Er bevorzugt den Topspin mit kurzen Armbewegungen und starkem Handgelenkeinsatz. Ma Wenge ist einer der besten Spieler gegen Schnittabwehr.

## Turnierergebnisse
| Verband | Veranstaltung                      | Jahr | Ort                    | Land | Einzel        | Doppel        | Mixed        | Team |
| ------- | ---------------------------------- | ---- | ---------------------- | ---- | ------------- | ------------- | ------------ | ---- |
| CHN     | Asienmeisterschaft ATTU            | 1990 | Kuala Lumpur           | MAS  | Silber        |               | Halbfinale   | 1    |
| CHN     | Asian Cup                          | 1992 | Hong Kong              | HKG  | Gold          |               |              |      |
| CHN     | Asian Cup                          | 1989 | Peking                 | CHN  | Silber        |               |              |      |
| CHN     | Asienspiele                        | 1994 | Hiroshima              | JPN  | Halbfinale    |               |              | 1    |
| CHN     | Asienspiele                        | 1994 | Hiroshima              | JPN  |               | Halbfinale    |              |      |
| CHN     | Asienspiele                        | 1990 | Peking                 | CHN  | Gold          | Gold          |              |      |
| CHN     | Asienmeisterschaft ATTU (Junioren) | 1986 | Nagoya                 | JPN  | Silber        |               |              |      |
| CHN     | Olympische Spiele                  | 1992 | Barcelona              | ESP  | 3. Platz      | Viertelfinale |              |      |
| CHN     | Pro Tour                           | 2006 | Warschau               | POL  | letzte 32     |               |              |      |
| CHN     | Pro Tour                           | 2006 | Bayreuth               | GER  | letzte 16     | letzte 16     |              |      |
| CHN     | Pro Tour                           | 2006 | Kuwait City            | KUW  | letzte 64     |               |              |      |
| CHN     | Pro Tour                           | 2004 | Aarhus                 | DEN  | Viertelfinale |               |              |      |
| CHN     | Pro Tour                           | 2002 | Eindhoven              | NED  | letzte 32     | Silber        |              |      |
| CHN     | Pro Tour                           | 2002 | Magdeburg              | GER  | Viertelfinale | Halbfinale    |              |      |
| CHN     | Pro Tour                           | 2002 | Wels                   | AUT  | letzte 64     |               |              |      |
| CHN     | Pro Tour                           | 2001 | Skövde                 | SWE  | letzte 16     | letzte 16     |              |      |
| CHN     | Pro Tour                           | 2001 | Rotterdam              | NED  | letzte 64     | letzte 32     |              |      |
| CHN     | Pro Tour                           | 2001 | Bayreuth               | GER  | letzte 16     | letzte 16     |              |      |
| CHN     | Pro Tour                           | 2001 | Zagreb                 | HRV  | Gold          | Rd 1          |              |      |
| CHN     | Pro Tour                           | 2001 | Doha                   | QAT  | Viertelfinale | Viertelfinale |              |      |
| CHN     | Pro Tour                           | 2001 | Chatham                | ENG  | Halbfinale    |               |              |      |
| CHN     | Pro Tour                           | 2000 | Warschau               | POL  | letzte 32     | Viertelfinale |              |      |
| CHN     | Pro Tour                           | 2000 | Toulouse               | FRA  | letzte 32     | letzte 16     |              |      |
| CHN     | Pro Tour                           | 1999 | Linz/Wels              | AUT  | Halbfinale    | letzte 16     |              |      |
| CHN     | Pro Tour                           | 1999 | Bremen                 | GER  | Viertelfinale | Rd 1          |              |      |
| CHN     | Pro Tour                           | 1999 | Hopton-on-Sea          | ENG  | Gold          | letzte 16     |              |      |
| CHN     | Pro Tour                           | 1999 | Doha                   | QAT  | letzte 32     | Silber        |              |      |
| CHN     | Pro Tour                           | 1998 | Sundsvall              | SWE  | letzte 32     |               |              |      |
| CHN     | Pro Tour                           | 1998 | Courmayeur             | ITA  | letzte 16     | Rd 1          |              |      |
| CHN     | Pro Tour                           | 1998 | Doha                   | QAT  | letzte 16     | Halbfinale    |              |      |
| CHN     | Pro Tour                           | 1997 | Lyon                   | FRA  | letzte 16     |               |              |      |
| CHN     | Pro Tour                           | 1997 | Kalmar                 | SWE  | Halbfinale    | Rd 1          |              |      |
| CHN     | Pro Tour                           | 1997 | Linz                   | AUT  | Halbfinale    |               |              |      |
| CHN     | Pro Tour                           | 1997 | Doha                   | QAT  | Viertelfinale | Viertelfinale |              |      |
| CHN     | Pro Tour                           | 1996 | Boras                  | SWE  |               | Gold          |              |      |
| CHN     | Pro Tour                           | 1996 | Lyon                   | FRA  | Silber        | Halbfinale    |              |      |
| CHN     | Pro Tour                           | 1996 | Belgrad                | YUG  |               | Silber        |              |      |
| CHN     | Pro Tour                           | 1996 | Kettering              | ENG  | Viertelfinale | Halbfinale    |              |      |
| CHN     | Pro Tour Grand Finals              | 2001 | Hainan                 | CHN  | letzte 16     |               |              |      |
| CHN     | Pro Tour Grand Finals              | 1996 | Tian Jin               | CHN  | letzte 16     |               |              |      |
| CHN     | Weltmeisterschaft                  | 1997 | Manchester             | ENG  | Viertelfinale | keine Teiln.  | keine Teiln. | 1    |
| CHN     | Weltmeisterschaft                  | 1995 | Tianjin                | CHN  | letzte 16     | letzte 16     | keine Teiln. | 1    |
| CHN     | Weltmeisterschaft                  | 1993 | Göteborg               | SWE  | Viertelfinale | Silber        | Halbfinale   | 2    |
| CHN     | Weltmeisterschaft                  | 1991 | Chiba City             | JPN  | Halbfinale    | letzte 32     | letzte 128   | 7    |
| CHN     | Weltmeisterschaft                  | 1989 | Dortmund               | FRG  | letzte 16     | letzte 32     | letzte 32    | 2    |
| CHN     | World Cup                          | 2001 | Courmayeur             | ITA  | 5.–8. Platz   |               |              |      |
| CHN     | World Cup                          | 1993 | Guangzhou              | SWE  | 5.–8. Platz   |               |              |      |
| CHN     | World Cup                          | 1992 | Ho Chi Minh City       | VIE  | Gold          |               |              |      |
| CHN     | World Cup                          | 1991 | Kuala Lumpur           | MAS  | 5.–8. Platz   |               |              |      |
| CHN     | World Cup                          | 1990 | Chiba City             | JPN  | Silber        |               |              |      |
| CHN     | World Cup                          | 1989 | Nairobi                | KEN  | Gold          |               |              |      |
| CHN     | WTC-World Team Cup                 | 1991 | Barcelona              | ESP  |               |               |              | 1    |
| CHN     | WTC-World Team Cup                 | 1990 | Hokkaido, Aomori, Niig | JPN  |               |               |              | 2    |